# أرض السوء
أرض السوء (بالإنجليزية: Land of Bad)‏، هو فيلم حربي أمريكي صدر عام 2024 من إخراج ويليام إيوبانك، الذي شارك في كتابة السيناريو مع ديفيد فريجيرو. يضم الفيلم مجموعة من النجوم بما في ذلك ليام هيمسورث، راسل كرو، لوك هيمسورث، ريكي ويتل، وميلو فينتميليا. عُرض الفيلم في دور السينما بتاريخ 16 فبراير 2024. بلغت إيرادات الفيلم 6.5 مليون دولار أمريكي بميزانية قدرها 18.7 مليون دولار أمريكي.